# Trận Cedar Creek
Trận Cedar Creek, còn gọi là Trận Belle Grove, diễn ra ngày 19 tháng 10 năm 1864 là trận đánh đỉnh cao và có ý nghĩa quyết định trong Chiến dịch Thung lũng 1864 thời Nội chiến Hoa Kỳ. Trung tướng Liên minh miền Nam Jubal Early đã cho tiến hành một cuộc tấn công bất ngờ vào đội quân đóng trại của thiếu tướng Liên bang miền Bắc Philip Sheridan, vượt qua con rạch Cedar Creek ở phía đông bắc Strasburg, Virginia. Trong cuộc chiến vào buổi sáng, bảy sư đoàn bộ binh miền Bắc đã buộc phải rút lui và chịu thiệt hại rất nhiều người và pháo bị đối phương bắt. Thế nhưng Early không thể tiếp tục được cuộc tấn công tại bắc Middletown và Sheridan, tức tốc từ Winchester đến chiến trường, đã có thể kịp thời củng cố lại lực lượng và giữ vững một tuyến phòng ngự mới. Đến buổi chiều, quân miền Bắc tổ chức phản công và đánh tan được lực lượng của Early bằng một đòn giáng sấm sét. Quân miền Nam bị hỗn loạn, phải bỏ chạy khỏi chiến địa.
Với đại thắng này, quân đội miền Bắc đã đoạt lại được những cỗ đại pháo mà quân miền Nam lấy vào đầu trận chiến, và cũng thu gom được nhiều cỗ pháo của địch. Sau trận này, cuộc tiến công cuối cùng của phe miền Nam đánh lên miền Bắc đã hoàn toàn kết thúc. Quân miền Nam không bao giờ còn có thể trở lại đe dọa Washington, D.C. qua đường thung lũng Shenandoah hay bảo vệ khu vực kinh tế nền tảng này được nữa. Thắng lợi này Bắc đã hỗ trợ đắc lực cho cuộc tái cử năm 1864 của Abraham Lincoln và với trận thắng này, thiếu tướng miền Bắc Philip Sheridan đã giành được cho mình một danh tiếng bất diệt. Tài nghệ chiến thuật và lãnh đạo của ông đã quyết định đến thắng lợi vang dội này, và cú thúc ngựa dũng mãnh của ông vào trận địa đã được khen ngợi trong thi ca. Sự đến kịp của ông là một thành tích "thần kỳ", và cuộc phản công đầy anh dũng của ông đã dẫn tới thắng lợi quyết định hiếm có này - với ý nghĩa to lớn, tầm vóc trọng đại phải cỡ như trận Nashville cùng năm đó.